# إيالة البوسنة
إيالة البوسنة (بالتركية العثمانية: إيالت بوسنه) هي إيالة عثمانية تضم أجزاءً من البوسنة والهرسك وكرواتيا وصربيا وكوسوفو والجبل الأسود اليوم. وصلت مساحة الإيالة في القرن التاسع عشر (52,530 كم2).

## العواصم
تنقلت مراكز أو عواصم إيالة الهرسك في أوقات عدة:
- تراونيك (1553; 1697–1833; 1839/40-1851)[4]
- بانيا لوكا (1553–1638)[5]
- سراييفو (1639–1697;[6] 1833-1839/40;[7][8] 1851-1878)

## أعلام
- طاهر محمد باشا جنكل أوغلي
- سنان باشا
- قره داوود باشا
- مراد باشا القويوجي